# Tenebrae-Responsorien (Gesualdo)

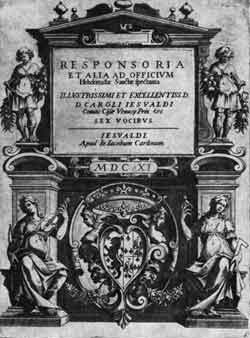
Titelseite von Gesualdos Tenebrae Responsoria (1611)

Responsoria et alia ad Officium Hebdomadae Sanctae spectantia (etwa: Responsorien et al. für das Offizium der  Heiligen Woche) ist eine Sammlung von Musikstücken für das Officium Tenebrarum (wörtlich: „Offizium der Finsternis“) aus der Liturgie der Karwoche (Matutin an Gründonnerstag, Karfreitag und Karsamstag) des italienischen Fürsten und Komponisten Carlo Gesualdo (1566–1613). Sie wurde 1611 veröffentlicht.

## Tenebrae-Responsorien
Die Sammlung von Tenebrae-Responsorien besteht aus drei Gruppen von neun kurzen Stücken – jeweils für Gründonnerstag, Karfreitag und Karsamstag – und enthält auch einen Psalm und einen Hymnus. Das Werk ist für unbegleitete Stimmen geschrieben: zwei Soprane, eine Altstimme, zwei Tenöre und einen Bass.
Die Texte des Responsoriums für die Karwoche stehen im Zusammenhang mit der Passion Jesu und werden nach den Lektionen des Officium Tenebrarum gesungen. Gesualdos Kompositionen sind im Stil von geistlichen Madrigalen gehalten. Wie bereits in seinen vorherigen aufeinander folgenden Madrigalbüchern verwendet Gesualdo ungewöhnlich scharfe Dissonanzen und auffällige chromatische Gegenüberstellungen, vor allem dort, wo sich der Text auf das Leiden Christi oder auf die Schuld des Petrus bezieht, der Jesus verleugnet hat. Die Tenebrae-Kompositionen Gesualdos stellen einen Höhepunkt in der geistlichen Musik der Renaissance dar.
Auch anderen Komponisten wie Orlando di Lasso oder dem in Rom geschulten Spanier Tomás Luis de Victoria hat das Officium Tenebrarum ein fruchtbares Terrain für ihre Kompositionskunst geboten (siehe auch Karmette (Abschnitt: Kompositionen)).

## Übersicht

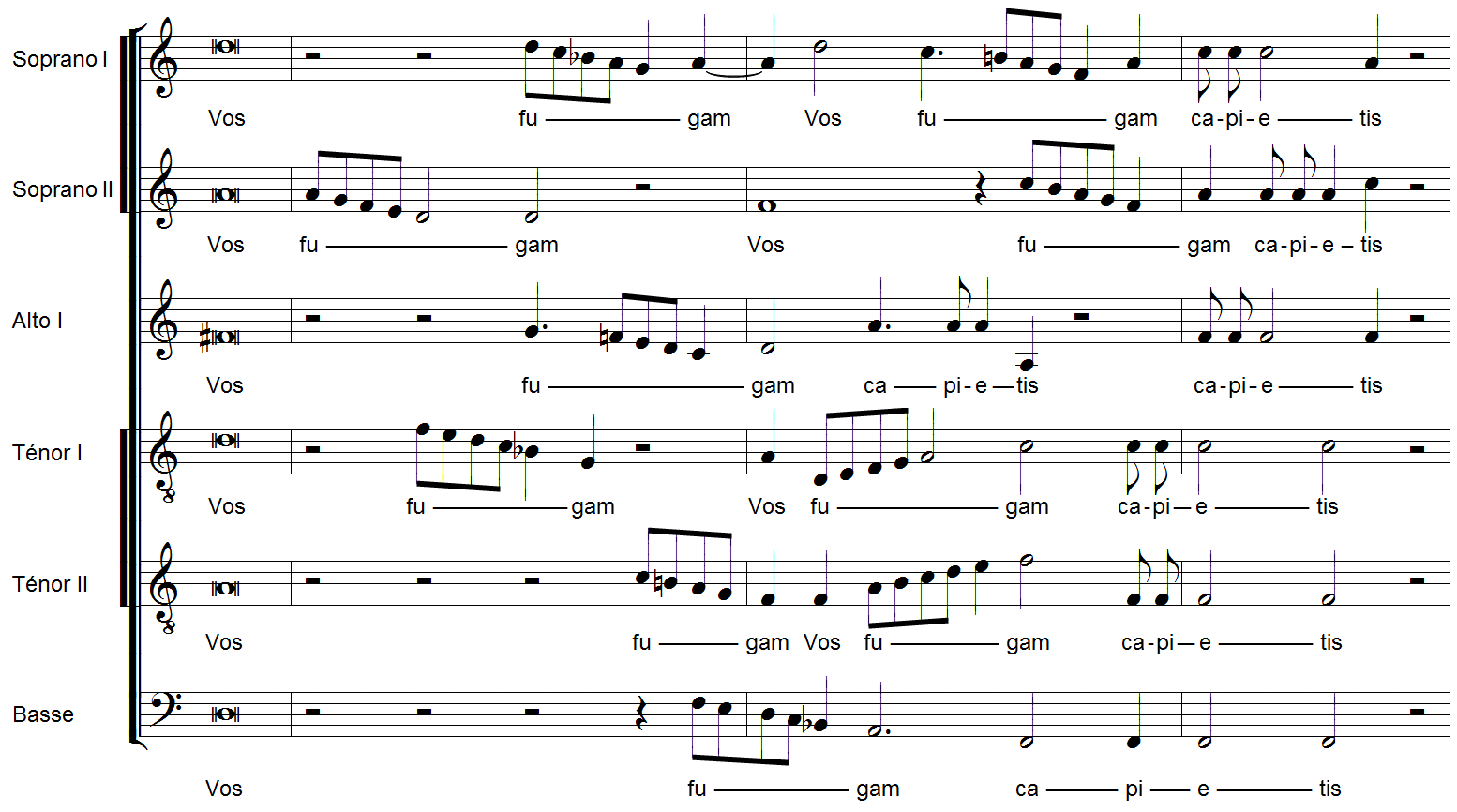
"Vos fugam..." aus I,2 Tristis est anima mea

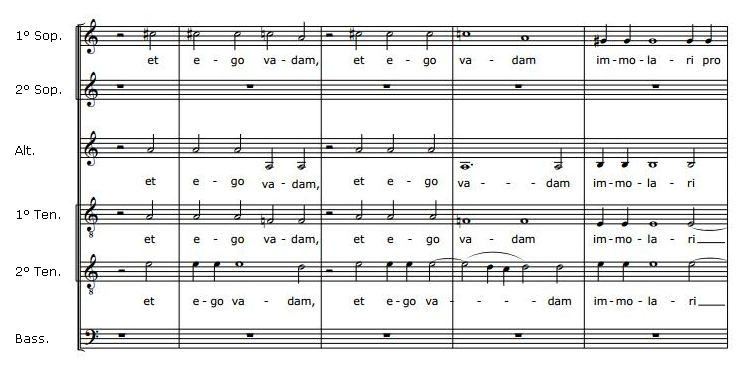
"et ego vadam..." aus I,2 Tristis est anima mea

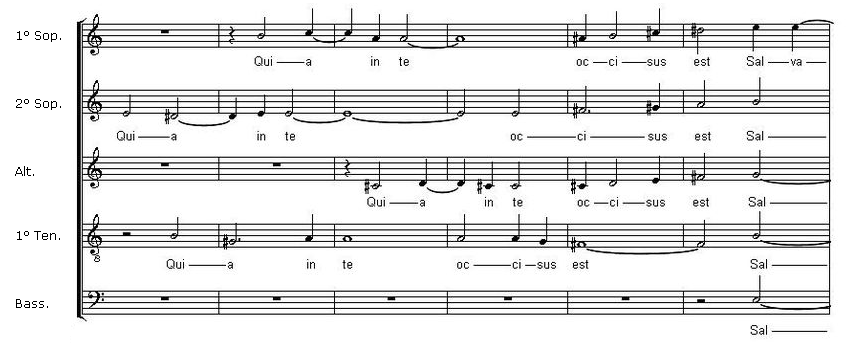
"Quia in te occisus est Salvator..." aus III, 2 Jerusalem surge

Modusverschiebungen in "Quia in te occisus est Salvator..." (siehe vorheriges Beispiel)

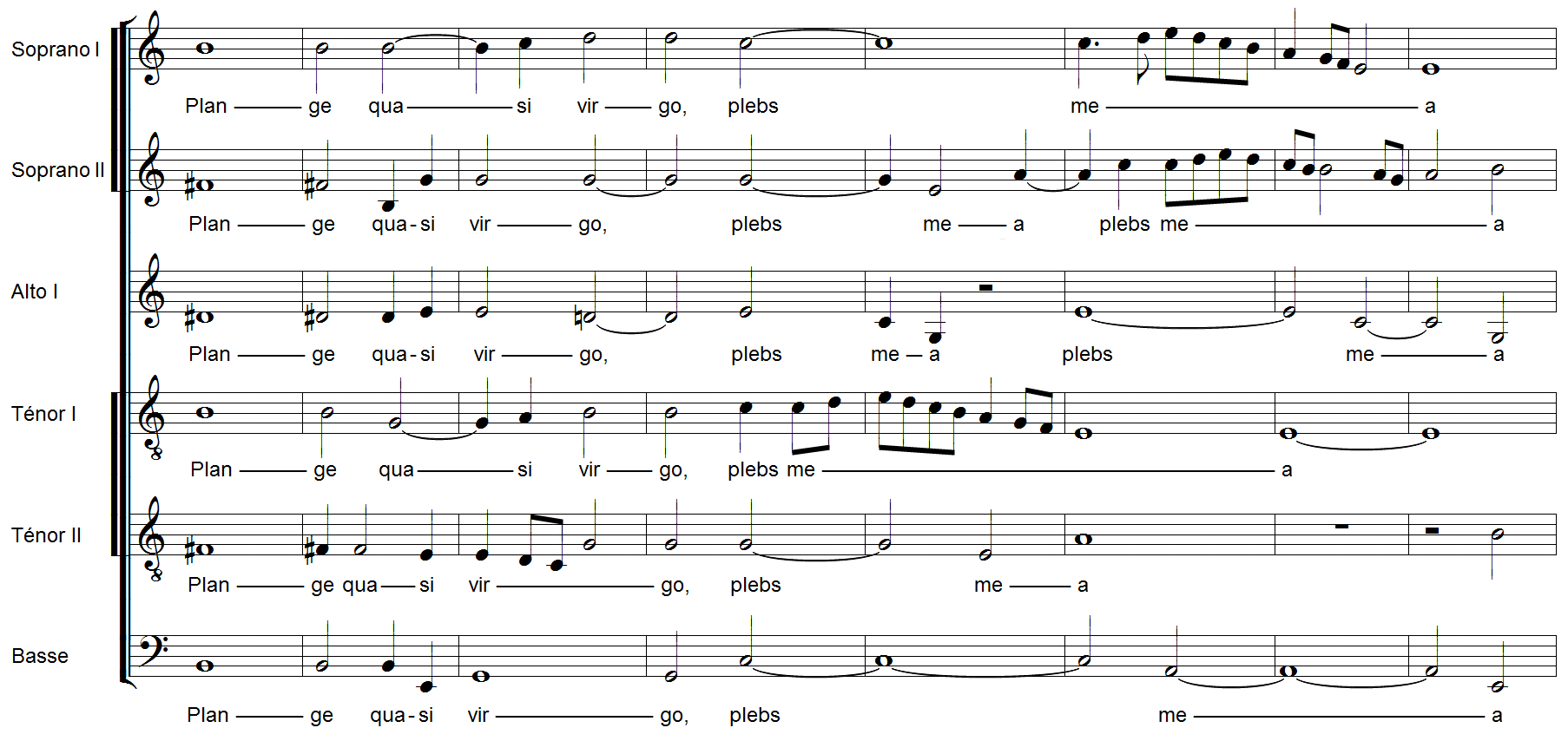
Anfang von III, 3 Plange quasi virgo

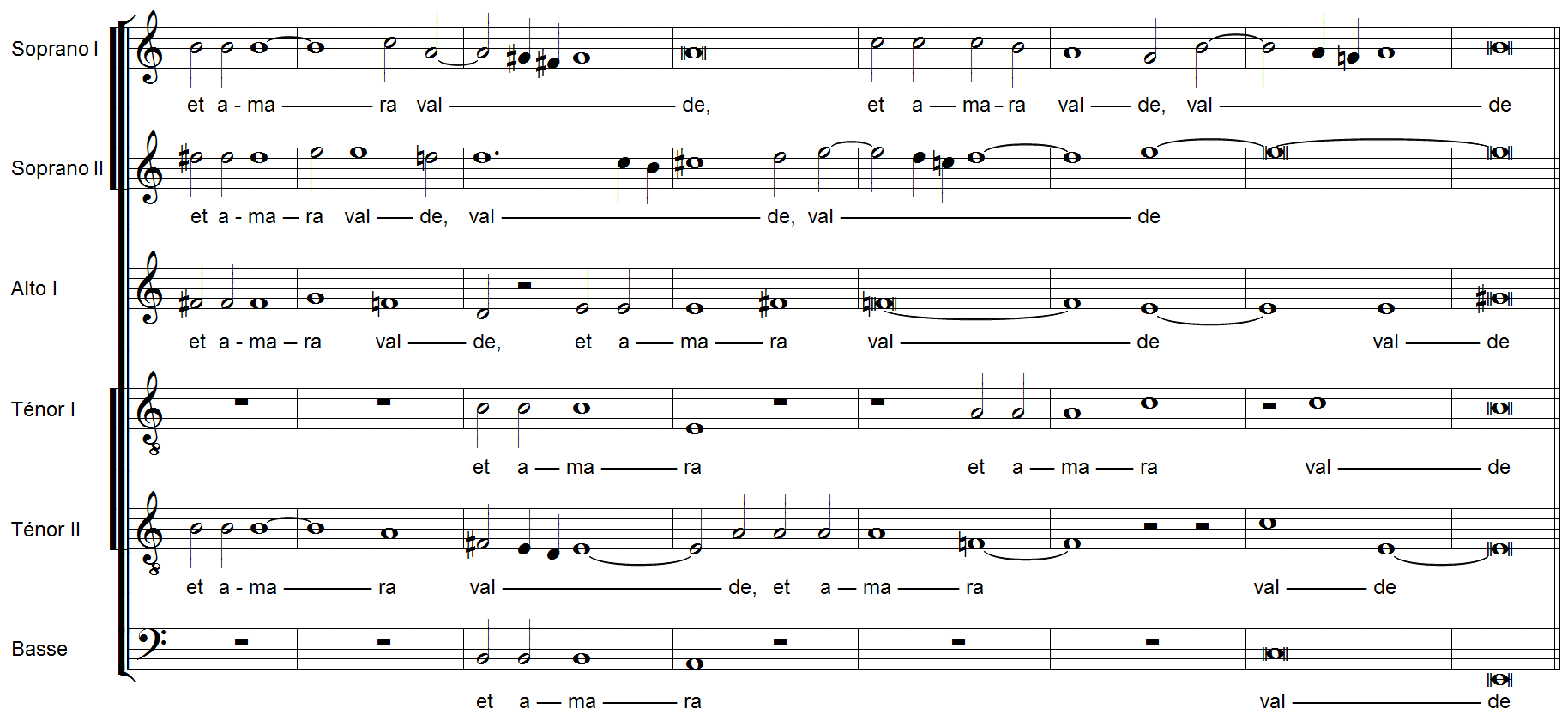
Ende von III, 3 Plange quasi virgo

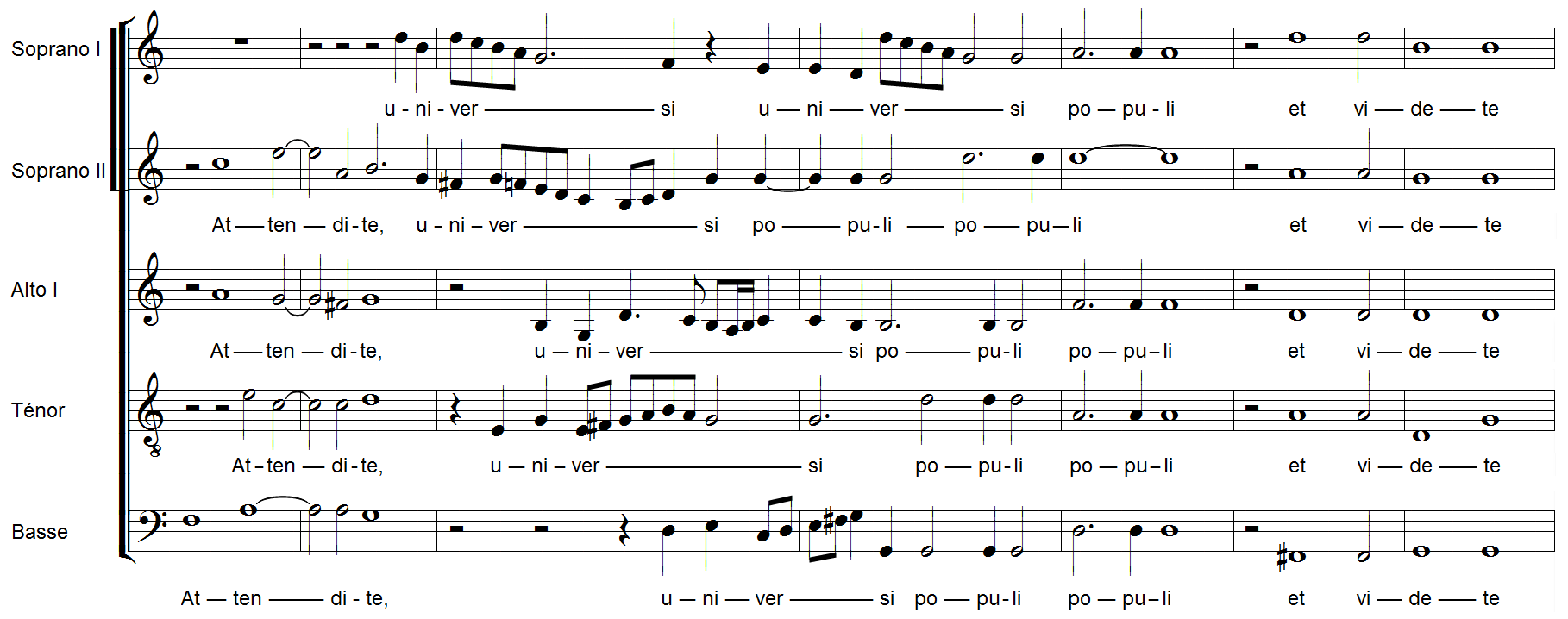
"Attendite..." aus III, 5 O vos omnes

1. Tenebrae-Responsorien für Gründonnerstag
  1. In monte Oliveti
  2. Tristis est anima mea[1][2]
  3. Ecce vidimus eum
  4. Amicus meus osculi
  5. Judas mercator pessimus
  6. Unus ex discipulis meis
  7. Eram quasi agnus innocens
  8. Una hora non potuistis
  9. Seniores populi consilium
2. Tenebrae-Responsorien für Karfreitag
  1. Omnes amici mei dereliquerunt me et praevaluerunt insidiantes mihi
  2. Velum templi scissum est
  3. Vinea mea electa, ego te plantavi
  4. Tamquam ad latronem existis cum gladiis et fustibus cemprehendere me
  5. Tenebrae factae sunt, dum crucifixissent Jesum Judaei
  6. Animam meam dilectam tradidi in manus iniquorum
  7. Tradiderunt me in manus impiorum
  8. Jesum tradidit impius summis principibus sacerdotum, et senioribus populi
  9. Caligaverunt oculi mei fletu meo
3. Tenebrae-Responsorien für Karsamstag
  1. Sicut ovis ad occisionem
  2. Jerusalem, surge
  3. Plange quasi virgo
  4. Recessit pastor noster
  5. O vos omnes
  6. Ecce quomodo moritur justus
  7. Astiterunt reges terrae
  8. Aestimatus sum
  9. Sepulto Domino
4. "et alia" – Vertonungen von:
  1. Miserere mei, Deus (Psalm 51)
  2. Benedictus (Lukas 1,68-79)

Für die Laudes der Karwoche

## Einspielungen
Die Tenebrae-Responsorien Gesualdos wurden mehrfach eingespielt, öfter nur in Teilen.

## Veröffentlichungen der Partitur
- Carlo Gesualdo: Responsoria et alia ad Officium Hebdomadae Sanctae spectantia, Giovanni Giacomo Carlino (Ioannes Iacobus Carlinus), 1611.
- Wilhelm Weismann, Glenn Watkins (Hrsg.): Tenebrae Responsoria in Carlo Gesualdo: Sämtliche Werke. Hamburg, Deutscher Verlag für Musik, 1957–1967 (Ausgabe nach dem Partiturdruck von 1611: Digitalisat; Ausgabe nach den Stimmbüchern von 1611: Digitalisat).
- Rodobaldo Tibaldi (Hrsg.): Responsoria et alia ad Officium Hebdomadæ Sanctæ spectantia (= New Gesualdo Edition. 9 = BA 10389-01). Bärenreiter, Kassel 2018, ISMN 979-0-006-55728-8 (Suche im DNB-Portal)